# Gjern
Gjern er en by i Midtjylland med 1.529 indbyggere  (2024), beliggende 16 km nordøst for Silkeborg og 10 km vest for Hammel. Byen ligger i Region Midtjylland og hører til Silkeborg Kommune. Byen ligger i Gjern Sogn, og Gjern Kirke ligger i byen.
Tæt ved byen ligger landskabet Gjern Bakker, og Gjern Å løber gennem byen. Ved feriecentret i Gjern Bakker var det tidligere muligt at stå på ski året rundt på en kunstig skibakke, men skicentret er nu lukket. 

## Historie
Gjern var hovedby i Gjern Herred i Skanderborg Amt.
I 1879 beskrives byen således: "Gjern med Kirke, Præstegaard og Skole og en Skole paa Gjern Mark".
Omkring århundredeskiftet beskrives byen således: "Gjern med Kirke, Præstegd., Skoler (Byskolen og østre Skole paa Gjern Mark), Sparekasse for G.-Skanderup Komm. (opr. 1873; 31/3 1900 var Spar. Tilgodeh. 34,771 Kr., Rentef. 4 pCt., Reservef. 3583 Kr., Antal af Konti 243), Andelsmejeri og Kro".

### Jernbanen
Gjern havde station på Diagonalbanens første etape Silkeborg-Laurbjerg (1908-71), som også blev kaldt Gjernbanen, fordi Gjern var den største mellemstation på strækningen. Stationsbygningen er bevaret på Stationspladsen 3, og Natursti "Gjernbanen", der er anlagt på banens tracé, går gennem byen.

### Kommunalreform 2007
Gjern var indtil 2007 hovedby i den tidligere Gjern Kommune.